# جيم بريتون
جيم بريتون (بالإنجليزية: Jim Britton)‏ هو لاعب كرة قاعدة أمريكي، ولد في 25 مارس 1944.

## وصلات خارجية
- جيم بريتون على موقعبيزبول رفرنس.كوم (الدوري الرئيسي) (الإنجليزية)
- جيم بريتون على موقعبيزبول رفرنس.كوم (الدوري الثانوي) (الإنجليزية)